# 山﨑攻
山﨑 攻（やまざき おさむ、1944年 - ）は、日本の知的財産学者、技術経営学者。大阪工業大学名誉教授。工学博士（東京大学）。元関西特許情報センター振興会理事長。
専門は、知的財産経営戦略・技術経営(MOT)/技術マネジメント 、知的財産管理（IPマネジメント）・特許情報・知的財産情報システム。

## 略歴
1968年東京大学工学部卒業。1971年同大学工学系大学院修士課程修了。のちに、工学博士（東京大学）。同年、松下電器産業（現：パナソニック）入社。同社中央研究所長、先端技術研究所長兼東京研究所長、知的財産権センター所長、知的財産権本部本部長などを経て、2004年大阪工業大学知的財産学部教授。2005年同大学大学院知的財産研究科（知的財産専門職大学院）教授。2015年同大学名誉教授。
大阪工業大学において、2003年開設の日本初の知的財産学部および2005年開設の知的財産専門職大学院の初期の知財経営学・技術経営(MOT)教育の育成に貢献した。
主な所属学会は、日本知財学会、日本知的財産協会、技術情報協会。主な著書は、誰でもわかる知的財産入門（共著、日本電気協会新聞部2005、単行本）。「技術者・研究者」と「特許・知財部門」との連携の取り方と知財人材の育成・強化（共著、技術情報協会2007、学術書）。